# É o Tchan no Hawaí
É o Tchan no Hawaí é o quarto álbum de estúdio do grupo musical brasileiro É o Tchan!, lançado em 1998. Ao todo, vendeu cerca de dois milhões de unidades e tornou-se um dos mais comprados de todos os tempos no Brasil. Foi certificado com diamante pela Pro-Música Brasil (PMB).

## Faixas
| N.º | Título                  | Duração |  |
| 1.  | "É o Tchan no Havaí"    | 3:27    |  |
| 2.  | "A Nova Loira do Tchan" | 3:24    |  |
| 3.  | "Rebola"                | 3:00    |  |
| 4.  | "Rasta Chinelo"         | 3:18    |  |
| 5.  | "Tira e Bota"           | 3:44    |  |
| 6.  | "Calma"                 | 3:27    |  |
| 7.  | "Tempero do Amor"       | 3:14    |  |
| 8.  | "Ariga Tchan"           | 3:05    |  |
| 9.  | "Twist Tchan"           | 3:13    |  |
| 10. | "Vamos Malhar"          | 2:54    |  |
| 11. | "É de Babado"           | 3:16    |  |
| 12. | "Chamadinha"            | 3:27    |  |
| 13. | "Pega no Bumbum"        | 3:36    |  |
| 14. | "Têca Têrereca"         | 3:06    |  |
| 15. | "Cipó Empenado"         | 2:47    |  |
| 16. | "Um Dia"                | 3:22    |  |

## Certificações
| Região                                                                                             | Certificação | Unidades/Vendas |
| -------------------------------------------------------------------------------------------------- | ------------ | --------------- |
| Brasil (Pro-Música Brasil)                                                                         | Diamante     | 2 000 000       |
| *números de vendas baseados somente na certificação ^distribuições baseadas apenas na certificação |              |                 |